# Monea Castle

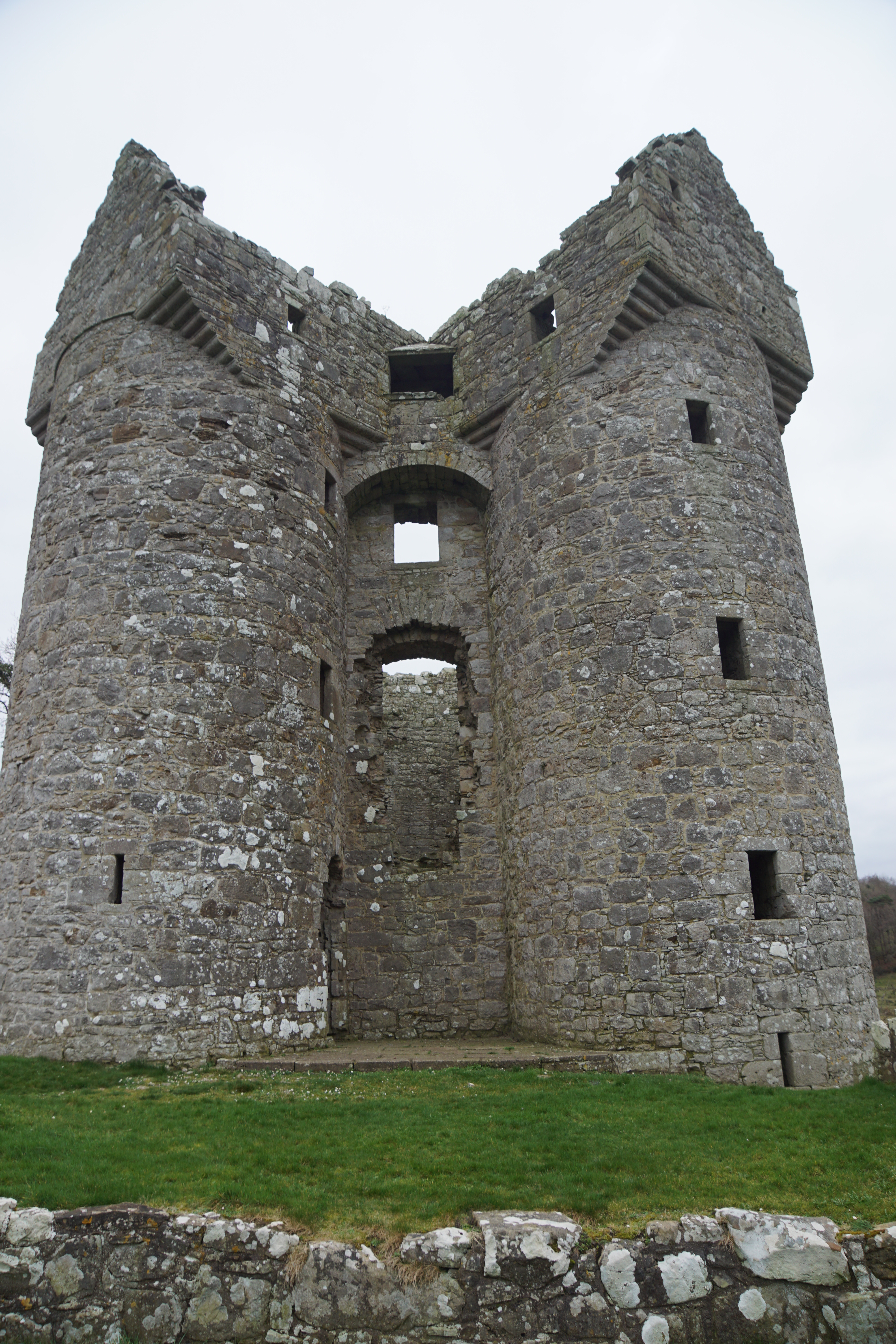
De typische Schotse façade aan de westzijde met de enige ingang tot het kasteel in de linkertoren.

Monea Castle is een vroeg zeventiende-eeuws kasteel, gelegen in het townland Monea, zo'n tien kilometer ten noordwesten van Enniskillen, in County Fermanagh, Noord-Ierland. 
Het is een van de best overgebleven kastelen uit de periode van Engelse volksplantingen in Ierland in County Fermanagh en Ulster.

## Naamgeving
De naam Monea komt van het Ierse maigh niadh  dat vlakte van krijgers betekent.  Waarschijnlijk duidt dit erop dat dit gebied al lange tijd bewoond werd. In een voormalig meertje aan de zuidzijde van Monea Castle bevindt zich een kleine crannog (een kunstmatig eiland), die dateert uit 600 of eerder. Traditioneel wordt verteld dat Hugh Maguire, bijgenaamd de Gastvrije een toevluchtsoord bouwde op deze crannog.

## Geschiedenis
Het land waarop Monea Castle staat was in de zestiende eeuw eigendom van de familie Maguire, de heren van Fermanagh. In de zeventiende eeuw veroverde Jacobus I van Engeland hun land en schonk het aan Engelse en Schotse kolonisten (in het kader van Engelse volksplantingen in Ierland).
De bouw van Monea Castle kwam in 1618 gereed en de ommuurde binnenplaats erbij in 1622. Het kasteel was gebouwd voor de Schot Malcolm Hamilton uit Portaferry, die in 1612 kanselier van Down was en in 1623 aartsbisschop van Cashel werd.
In 1641 wisten de Ieren Monea Castle te veroveren maar dit duurde niet lang. In 1688 was het kasteel in handen van Gustavus Hamilton, gouverneur van Enniskillen. In het midden van de achttiende eeuw ruïneerde een brand het kasteel en werd het verlaten. In 1954 kwam Monea Castle in staatsbeheer.

## Beschrijving
Monea Castle ligt op een klein zandstenen plateau boven een meertje, dat in 1890 werd drooggelegd.  De grond eromheen is moerassig op een smal verhoogd platform aan de noordzijde na. Via dit platform is het kasteel te bereiken. De plattegrond van het complex is vierkant met op de twee noordelijke hoeken een torentje. De poort tot de binnenplaats bevindt zich aan de noordzijde direct naast de noordwestelijke toren, die ook als duiventil werd gebruikt. Het complex beslaat een oppervlakte van dertig vierkante meter. De muren van de binnenplaats waren vier meter hoog en voorzien van musketgaten.
Op de binnenplaats bevindt het kasteel zich in de zuidoostelijke hoek. In de zuidwestelijke hoek staat een gebouw uit een latere periode, waarschijnlijk de tweede helft van de zeventiende eeuw. De ingang van het kasteel bevindt zich aan de westzijde, geflankeerd door twee ronde torens. Op deze torens zijn vierkante vertrekken aangebracht die getrapt gekraagd zijn op de torens. Deze vertrekken staan 45 graden gedraaid ten opzichte van het rechthoekige kasteel.
Op de begane grond bevonden zich de keuken (aan het oostelijke uiteinde) en de opslagruimtes. Op de eerste verdieping bevond zich de grote hal voorzien van grote ramen en zitjes in de zuidelijke muur. Op de tweede verdieping bevonden zich de privévertrekken.

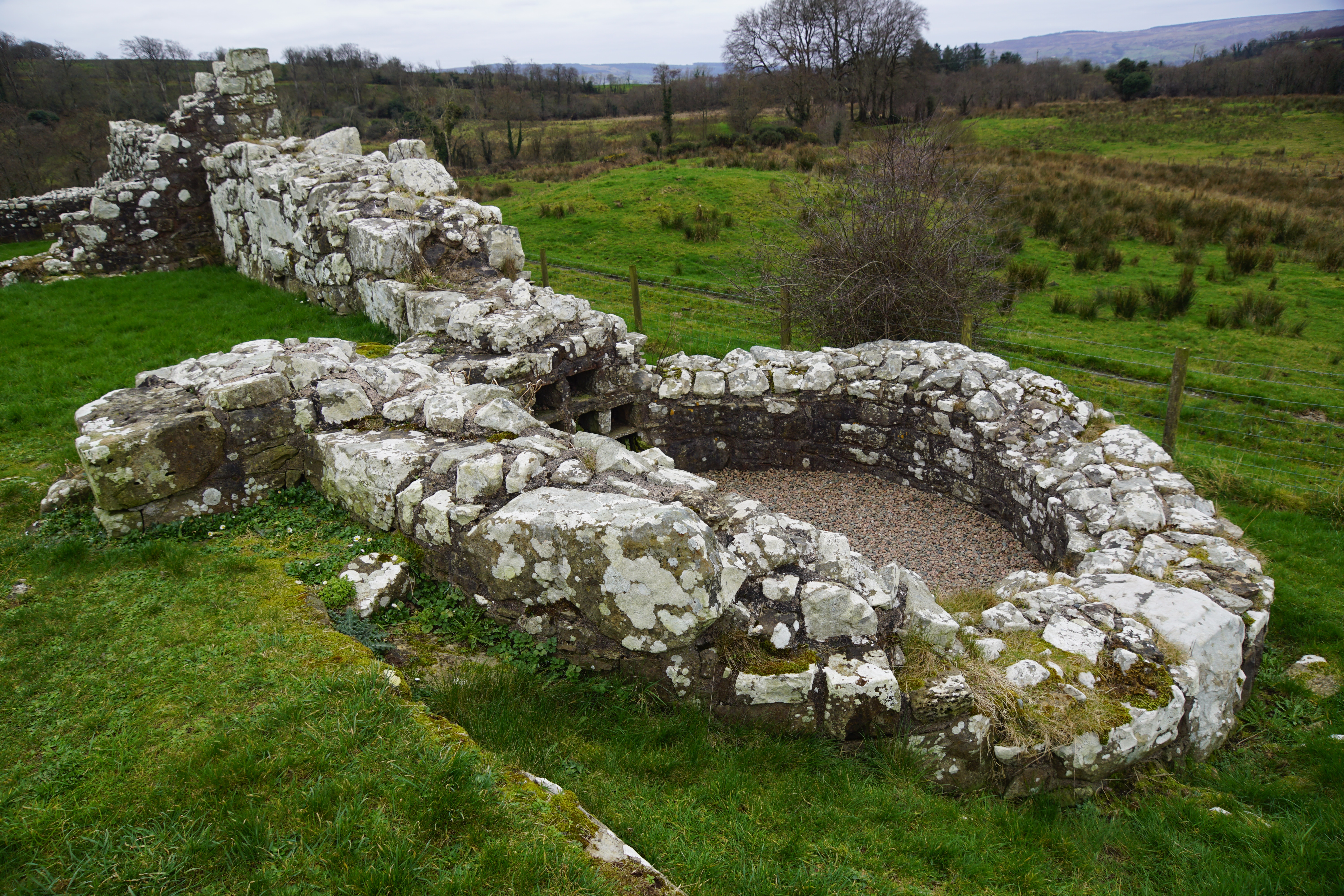
Noordwestelijke toren van de ommuurde binnenplaats met duiventil.
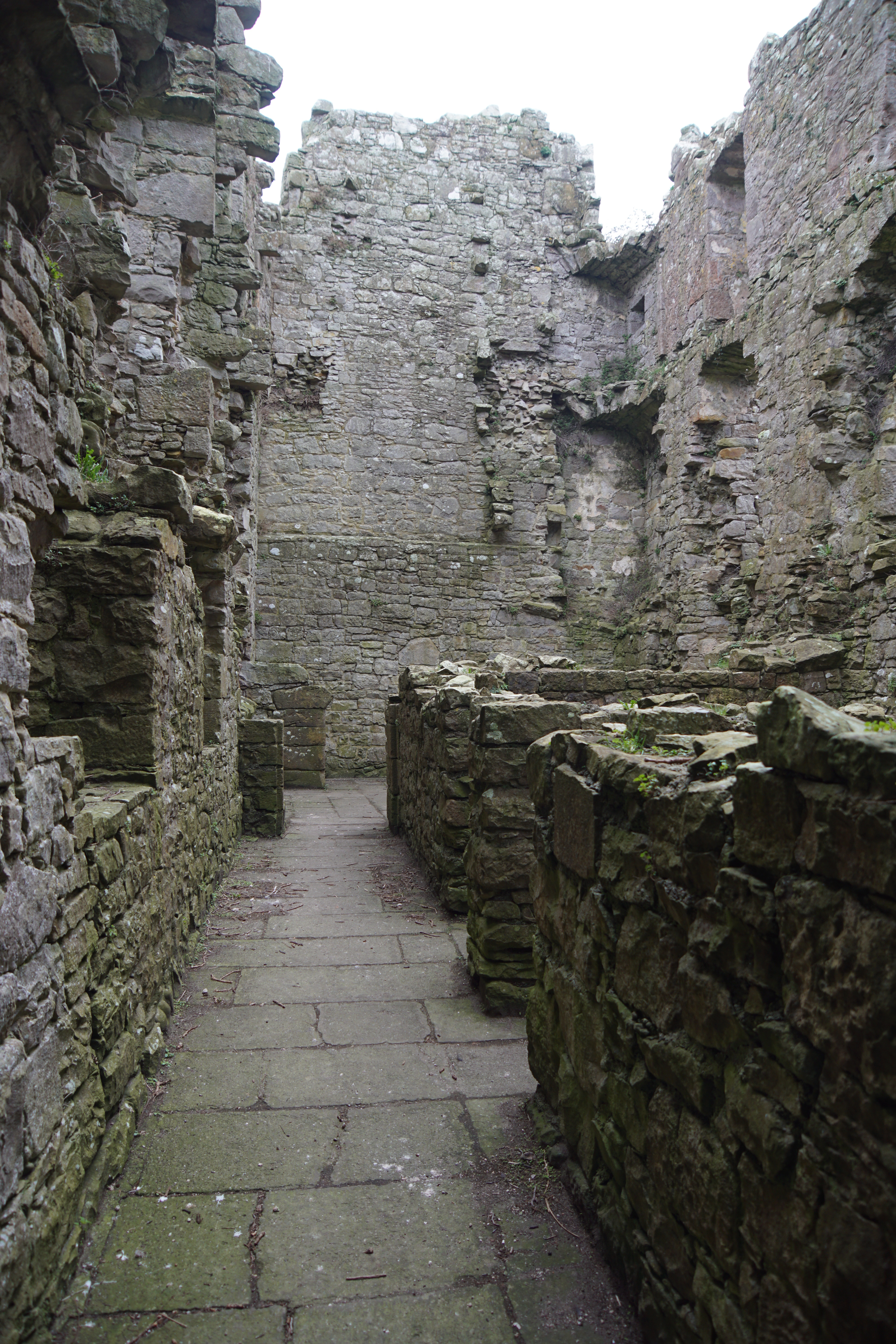
Interieur van het kasteel met achterin de keuken.
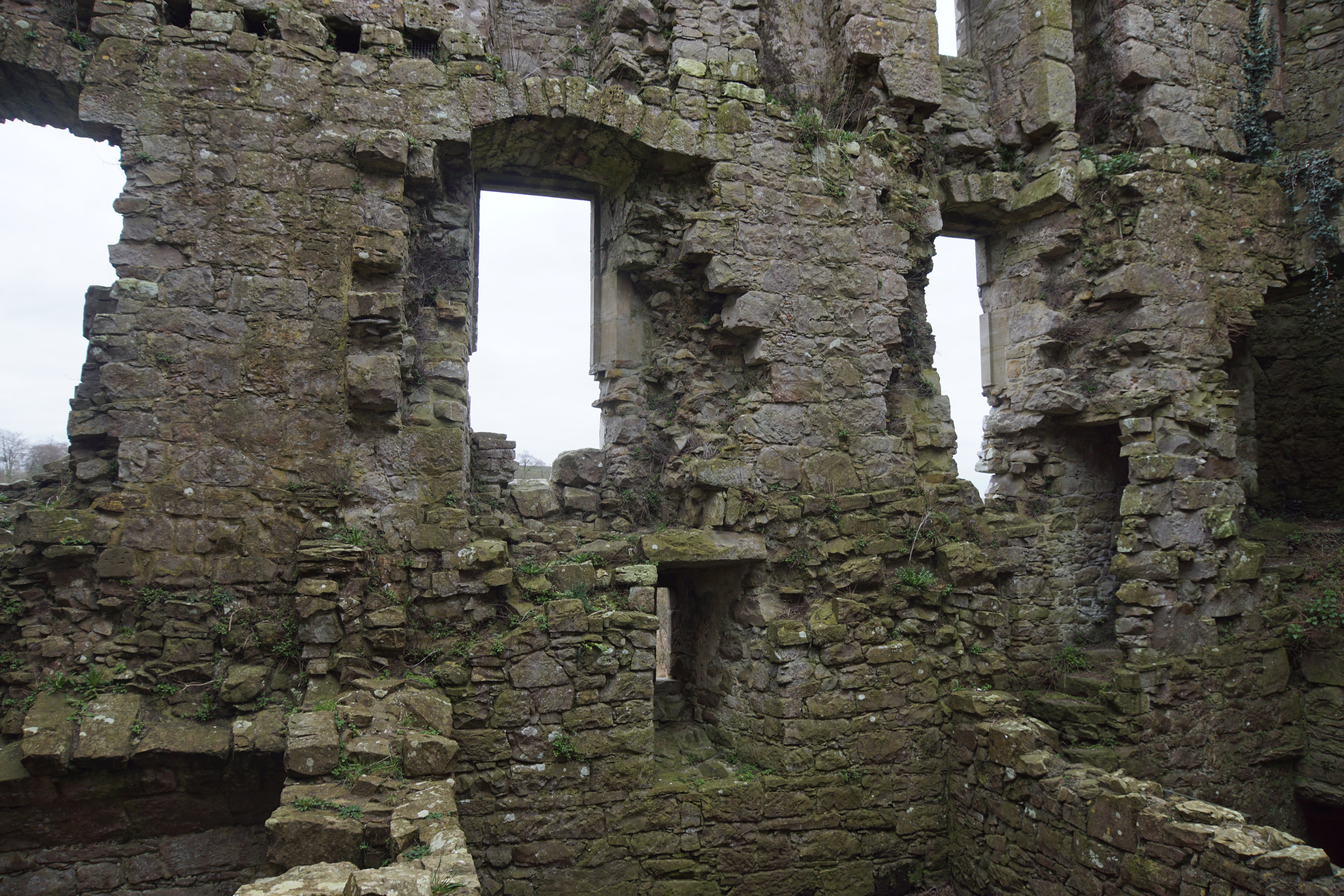
De grote ramen van de grote hal met zitjes in de muren.

## Beheer
Monea Castle is een State Care Monument, net als het nabij gelegen Tully Castle.